# The Birthday Party
The Birthday Party foi uma banda pós-punk australiana formada em Melbourne em 1977. A banda era composta por Nick Cave (vocais, guitarra), Rowland S. Howard (guitarra), Mick Harvey (guitarra, bateria, piano, órgão), Tracy Pew (baixo) e Phill Calvert (bateria).

## História
Inicialmente designados por Boys Next Door, lançam o primeiro álbum Door Door, em 1978, sob esta nome. Mudam-se para Londres, e definitivamente alteram o nome da banda para The Birthday Party.
Com o lançamento do álbum Junkyard de 1982, a banda viaja para a Alemanha, onde conhece bandas de pós-punk experimental, e industrial, como Lydia Lunch ou os Einstürzende Neubauten.
A banda termina em 1983. Actualmente Nick Cave continua a sua carreira de sucesso a solo. Harvey juntou-se a Cave integrando a banda de apoio The Bad Seeds, e Howard faz parte da banda Crime & the City Solution.

## Discografia

### Álbuns de estúdio

#### Como The Boys Next Door
- Door Door (LP, 1978)

#### Como The Birthday Party
- The Birthday Party (LP, 1980)
- Prayers on Fire (LP, 1981)
- Junkyard (LP, 1982)

### Álbuns ao vivo e compilações
- It's Still Living (LP, 1985)
- Best and Rarest (LP, 1985)
- A Collection (1987)
- Hee-Haw, (1988)
- The Bad Seed/Mutiny! (CD, 1989)
- Hits (CD, 1992)
- Definitive Missing Links Recordings - 1979-1982, (1994)
- Live 1981–82 (CD, 1999)
- Peel Sessions (CD, 2001)
- Pleasure Heads Must Burn (DVD, 2003)

### Singles e EPs

#### Como Boys Next Door
- "These Boots Are Made For Walking" (single, 1978)
- "Shivers" (single, 1978)
- Hee Haw (EP, 1979)

#### Como The Birthday Party
- "Mr. Clarinet"/"Happy Birthday" (single, 1980)
- "Nick the Stripper"/"Blundertown"/"Kathys Kisses" (single, 1981)
- "Nick the Stripper"/"Blundertown" (single, 1981/82)
- "Release the Bats"/"Blast Off" (single, 1981)
- "Mr. Clarinet"/"Happy Birthday" (single, 1981)
- "Drunk on the Pope's Blood"/"The Agony Is the Ecstacy" com Lydia Lunch (EP, 1982)
- "Dead Joe" (flexidisc, 1982)
- The Bad Seed (EP, 1983)
- The Birthday Party (EP, 1983)
- Mutiny! (EP, 1983)
- The Peel Sessions (EP, 1987)
- The Peel Sessions (EP, 1988)